# Beatrice Van Ness
Beatrice Whitney Van Ness (Chelsea, Massachusetts, 1888- Brookline, 1981) fue una pintora estadounidense. 

## Trayectoria
Nacida Beatrice Whitney Chelsea, creció en Hyde Park, Massachusetts. Ingresó en la School of the Museum of Fine Arts de Boston, en 1905 donde estudió con Frank Weston Benson, Bela Lyon Pratt, Philip Hale y Edmund Charles Tarbell, entre otros. Antigua alumna de la School of the Museum of Fine Arts de Boston, recibió una beca de esa organización en 1908 y se unió a su facultad dos años después. Alrededor de 1909 tomó clases de verano con Charles H. Woodbury, quien se convertiría en su mentor durante muchos años. Whitney tuvo un éxito temprano con Odalisque, que se mostró en la Academia Nacional de Diseño en 1914, ganando premios tanto allí como en la Exposición Internacional de Panamá-Pacífico. Fue comprado por William Merritt Chase. En 1921 fundó el departamento de arte de Beaver Country Day School en Chestnut Hill, permaneciendo en su facultad hasta 1949 y estudiando la aplicación del comportamiento de niños y adolescentes en la práctica educativa. Se casó con el empresario Carl N. Van Ness en 1915, y con él estuvo en Ogunquit y North Haven, Maine; el matrimonio tuvo dos hijas. Van Ness murió en Brookline, Massachusetts en 1981. 

## Obra
Uno de sus cuadros, Summer Sunlight (1936), representa una escena íntima y doméstica que muy probablemente ocurrió en su vida en su casa de la isla en Bartlett Harbor en North Haven, Maine, cuando pasaron el verano allí. El cuadro muestra a su hija mayor en el centro con un gran sombrero, a su sobrino Winthrop Stearns de espaldas al espectador y a su vecina, Barbra Allen con un plátano amarillo en la mano. El tema de la pintura, sin embargo, es la brillante luz del sol que impregna todo el cuadro. En cuanto a la composición, las formas se hacen eco en todo. Un fragmento de amarillo que corta el borde del paraguas se hace eco en el fragmento de nube que corta el mismo paraguas y se repite en la apenas visible vela triangular. El azul del traje de baño de Allen se repite en un tono más brillante en el triángulo de azul oceánico en la esquina superior izquierda. El soporte del paraguas marrón sirve de anclaje a la composición y también aísla al joven de la mitad femenina del cuadro. La progresión ascendente de las cabezas de derecha a izquierda y la diagonal paralela del borde del paraguas son las diagonales más pronunciadas que dan movimiento a la escena.
Otra de sus pinturas, Mujer en traje de baño (1930), es una pintura de una mujer en un paisaje. Está basada en el estilo hecho en las décadas de 1920 y 1930 de la Escuela de Boston variando sus composiciones del impresionismo estadounidense modernizándolas en lo que respecta al diseño y la actitud. Van Ness conservó la figura exterior, iluminada por el sol, con una paleta brillante como el impresionismo estadounidense, mientras disminuía los detalles descriptivos, el volumen y el compromiso emocional del espectador para experimentar más con el diseño  y el color. Los colores intensos, brillantes y vibrantes se combinan con la estructura simple de las grandes formas esquemáticas. Esto crea un efecto de exuberancia cromática, una malla de amarillos, azules y púrpuras sacudidos por la franja de rojo que vaga por el fondo del lienzo.

## Legado
La Beaver Country Day School ha fundado la Sociedad Beatrice Van Ness en memoria de la pintora, y sus documentos están en poder de los Archivos de Arte estadounidense. Un retrato suyo hecho por Bela Lyon Pratt está en la colección de la Academia Nacional de Diseño; su trabajo forma parte de los fondos del Museo Nacional de Mujeres en las Artes.